# Valea Pomilor
Valea Pomilor (węg. Mocsolya) – wieś w Rumunii, w okręgu Sălaj, w gminie Șamșud. W 2011 roku liczyła 616 mieszkańców.